# Liga Latinoamérica
La Liga Latinoamérica (LLA) fue la máxima competición profesional de League of Legends en Hispanoamérica. La liga profesional fue dirigida por Riot Games.
La liga se organizaba en Santiago de Chile en las oficinas de Riot Games pero, por cuestiones de patrocinio con TV Azteca, la liga se mudó a Ciudad de México en el año 2020.
Había dos temporadas al año, la Apertura y Clausura; el ganador del Apertura clasificaba a la fase preliminar de la Mid-Season Invitational (segunda competición más importante del competitivo de League of Legends) y el ganador del Clausura clasificaba a la fase preliminar del League of Legends World Championship (competición más importante del competitivo de League of Legends).
La primera edición de esta liga fue la Apertura 2019 en Santiago de Chile, en la cual Isurus Gaming se coronó campeón al ganarle con un marcador de 3-1 a Rainbow7 en la final de Bogotá. En el Clausura 2019, Isurus Gaming se lleva el trofeo por segunda vez consecutiva ganándole 3-0 a la escuadra chilena All Knights en la final de Talcahuano.

## Formato
El torneo consta de 8 equipos, los 8 equipos juegan una fase todos contra todos 2 veces al mejor de uno. Los cinco mejores equipos avanzan a un grupo donde no cambian los puntos de la anterior ronda y juegan todos contra todos 1 vez al mejor de uno. Los cuatro primeros pasan de ronda de play-offs en formato escalera, donde el primero de la tabla general pasa directamente a la final, el segundo directamente a semifinales y el tercero y cuarto juegan unos cuartos de final.

## Equipos
El 11 de junio de 2018 se abrió el proceso de postulación por el cual las distintas organizaciones de esports podían presentar un plan de desarrollo a cinco años para eligir a las ocho mejores y ser estas quienes participarán de la liga. Los criterios a tener en cuenta para el plan de desarrollo eran:
- Plan de marca
- Plan de Negocios
- Plan deportivo
- Experiencia de los dueños
- Historial competitivo en la región
- Identidad regional
- Popularidad en Latinoamérica
- Visión compartida a largo plazo

Finalmente los equipos seleccionados fueron:
- All Knights
- Furious Gaming
- Infinity Esports (que pasó a llamarse Gillette Infinity Esports por cuestiones de patrocinio)
- Isurus Gaming (que pasó a llamarse Isurus)
- Kaos Latin Gamers
- Rainbow7
- Predators Esports (quienes antes del comienzo de la liga cambiaron su nombre a XTEN Esports[6])

Equipos de la Temporada 2023
| LAS | Argentina  | Isurus Gaming     | ISG |
| LAS | Chile      | All Knights       | AK  |
| LAN | Costa Rica | Infinity          | INF |
| LAN | México     | Estral Esports    | EST |
| LAN | México     | Rainbow7          | R7  |
| LAN | México     | Six Karma         | SK  |
| LAN | México     | Team AZE          | AZE |
| LAN | México     | The Kings Esports | TK  |

## Ediciones

### Temporada 2020
En 2019, Riot Games Latinoamérica anunció que se asoció con TV Azteca y por aquello, moverían la liga a Ciudad de México.
En la temporada 2020 el torneo mantendría sus 8 equipos con un cambio, ya que en la promoción, Kaos Latin Gamers relegó tras perder 3-2 contra el campeón de la Regional Sur, Azules Esports (equipo de esports de Universidad de Chile), por lo cual estos son los equipos participantes de la Temporada 2020:
- Gillette Infinity Esports
- Isurus
- Azules Esports
- XTEN Esports
- Furious Gaming
- Pixel Esports Club
- Rainbow7

- All Knights

La liga contaba con un escenario público dentro del Artz Pedregal que dejó de ser utilizada para evitar la expansión de la pandemia de COVID-19 en México, por lo que el torneo se realizó de forma online el resto del año.
Año en el que se coronaron campeones All Knights, logrando su primer título, y Rainbow7, logrando su tercer título latinoamericano y su decimotercer título oficial, al haber ganado antes 10 títulos en competiciones regionales de Latinoamérica Norte y 2 a nivel continental bajo el nombre de Lyon Gaming.
Mientras que por la parte baja de la tabla, iban a Promoción / Relegación los equipos de Furious Gaming y Pixel Esports Club, que pelearían su cupo en la liga contra los equipos de Undead Gaming y Estral Esports.
Promoción / Relegación que nunca se realizaría por las medidas dadas por el gobierno argentino producto de la expansión de la pandemia de COVID-19 en Argentina y, producto de esto, que el equipo de Undead Gaming le sea imposible viajar a Ciudad de México y generando una reacción negativa por parte de la comunidad latinoamericana, reclamando que la liga se juegue con 10 equipos.
Ante esto, LoL Esports Latinoamérica comunicó mediante un vídeo que no podría subir las plazas de la liga a 10 equipos, ya que consideran que no se cumplen los requisitos para hacerlo y la liga no sería sustentable, ya que se aumentarían los gastos en un 25%.

### Temporada 2021
Después de lo ocurrido con la Promoción / Relegación, los equipos se mantendrían igual hasta que el 29 de noviembre del 2020, LoL Esports Latinoamérica anunció en Twitter que Estral Esports se suma a la Liga Latinoamérica. Minutos después, Pixel Esports Club anuncia su retirada de la escena de League of Legends, siendo el vendedor del cupo.
Por lo que la liga quedaría con estos equipos hasta la fecha (30 de noviembre del 2020):
| Liga Latinoamérica 2021 | Liga Latinoamérica 2021   | Liga Latinoamérica 2021 |
| País                    | Equipos                   | Pos.                    |
| ----------------------- | ------------------------- | ----------------------- |
| Bandera de Chile        | All Knights               | WA                      |
| Bandera de México       | Rainbow7                  | WC                      |
| Bandera de Argentina    | Isurus                    | 3°                      |
| Bandera de Costa Rica   | Gillette Infinity Esports | 4°                      |
| Bandera de Chile        | Azules Esports            | 5°                      |
| Bandera de México       | XTEN Esports              | 6°                      |
| Bandera de Argentina    | Furious Gaming            | 7°                      |
| Bandera de México       | Estral Esports            | NEW                     |

Nota: Las posiciones se identifican por los puntos de performance alrededor del año 2020, Estral Esports ocupa la plaza de Pixel Esports Club.
Nota 2: WA representa al ganador del Apertura 2020, mientras que WC representa al ganador del Clausura 2020.

## Historial
| Temporada     | Campeón        | Resultado | Subcampeón     | Tercero        |
| ------------- | -------------- | --------- | -------------- | -------------- |
| Apertura 2019 | Isurus         | 3-1       | Rainbow7       | All Knights    |
| Clausura 2019 | Isurus         | 3-0       | All Knights    | INFINITY       |
| Apertura 2020 | All Knights    | 3-2       | Isurus         | Rainbow7       |
| Clausura 2020 | Rainbow7       | 3-2       | All Knights    | Isurus         |
| Apertura 2021 | INFINITY       | 3-2       | Furious Gaming | All Knights    |
| Clausura 2021 | INFINITY       | 3-2       | Estral Esports | Furious Gaming |
| Apertura 2022 | Team AZE       | 3-2       | Estral Esports | Rainbow7       |
| Clausura 2022 | Isurus         | 3-1       | Estral Esports | Team AZE       |
| Apertura 2023 | Rainbow7       | 3-2       | Six Karma      | Estral Esports |
| Clausura 2023 | Rainbow7       | 3-0       | Estral Esports | Six Karma      |
| Apertura 2024 | Estral Esports | 3-0       | Rainbow7       | Isurus         |
| Clausura 2024 | Rainbow7       | 3-0       | INFINITY       | Isurus         |

### Palmarés
*   Equipos que se han disuelto o han realizado un cambio de marca.
| Equipo           | Campeón                           | Subcampeón                         | Tercero            |
| ---------------- | --------------------------------- | ---------------------------------- | ------------------ |
| Isurus           | 3 (A-2019, C-2019, C-2022)        | 1 (A-2020)                         |                    |
| Rainbow7         | 4 (C-2020, A-2023, C-2023,C-2024) | 1 (A-2019)                         | 2 (A-2020, A-2022) |
| Infinity Esports | 2 (A-2021, C-2021)                | 1 (C-2024)                         | 1 (C-2019)         |
| All Knights      | 1 (A-2020)                        | 2 (C-2019, C-2020)                 | 2 (A-2019, A-2021) |
| Team AZE         | 1 (A-2022)                        |                                    | 1 (C-2022)         |
| Estral Esports   | 1 (A-2024)                        | 4 (C-2021, A-2022, C-2022, C-2023) | 1 (A-2023)         |
| Furious Gaming   |                                   | 1 (A-2021)                         | 1 (C-2021)         |
| Six Karma        |                                   | 1 (A-2023)                         | 1 (C-2023)         |
| Azules Esports*  |                                   |                                    | 1 (C-2020)         |

- A: Apertura
- C: Clausura